# أنتي بافيتش
أنتي بافيتش مواليد 7 مارس 1989 في أوغولين، كرواتيا، هو لاعب كرة مضرب كرواتي يلعب باليد اليمنى. أعلى تصنيف له في الفردي كان المركز الـ 138 في سنة 2014. أعلى تصنيف له في الزوجي كان المركز الـ 155 في سنة 2014.

## النهائيات
| الرقم | التاريخ        | الدورة                      | الأرضية | المنافس             | النتيجة       |
| ----- | -------------- | --------------------------- | ------- | ------------------- | ------------- |
| 1.    | 23 مارس 2010   | فادوز، ليختنشتاين           | سجاد    | أنديس جوسكا         | 6–3, 7–6(7-3) |
| 2.    | 6 أغسطس 2012   | إدوردسفيل، الولايات المتحدة | صلبة    | اريك كويغلي         | 7–6(7–3), 7–5 |
| 3.    | 21 أكتوبر 2013 | لاغوس، نيجيريا              | صلبة    | جيفان ندانشزهييان   | 6–4, 6–3      |
| 4.    | 25 نوفمبر 2013 | داكار، السنغال              | صلبة    | ماكسيميليان ناشريست | 5–0 RET       |

## روابط خارجية
- أنتي بافيتش على موقع رابطة محترفي التنس (الإنجليزية)
- أنتي بافيتش على موقع الاتحاد الدولي لكرة المضرب (الإنجليزية)
- أنتي بافيتش على موقع كأس ديفيز (الإنجليزية)
- أنتي بافيتش على موقع خلاصة التنس.كوم (الإنجليزية)